# Dorothee Feller
Dorothee Feller (ur. 6 maja 1966 w Dorsten) – niemiecka prawniczka, działaczka Unii Chrześcijańsko-Demokratycznej (CDU), minister w rządzie Nadrenii Północnej-Westfalii.

## Życiorys
Po uzyskaniu matury studiowała prawo na uniwersytetach w Münsterze i Bonn. Następnie odbyła aplikację prawniczą. W latach 1995–1996 pracowała jako prawniczka w Landwirtschaftliche Berufsgenossenschaft. W 1996 roku rozpoczęła pracę w Bezirksregierung Münster, gdzie pełniła różne funkcje administracyjne. W latach 2001–2003 była osobistą referentką prezydenta rejencji, a następnie w latach 2003–2008 kierowała głównym wydziałem ds. organizacji i controllingu. Od 2008 do 2017 roku pełniła funkcję wiceprezydenta rejencji Münster, a w latach 2017–2022 – prezydenta tej jednostki.
W 2017 roku wstąpiła do Unii Chrześcijańsko-Demokratycznej (CDU). Jest członkinią zarządu CDU w Münster oraz od 2019 roku członkinią zarządu federalnego organizacji Frauen-Union.
Od 29 czerwca 2022 roku sprawuje urząd ministra ds. szkoły i oświaty w rządzie Nadrenii Północnej-Westfalii. W Bundesracie zasiada od 30 czerwca 2022 roku jako zastępcza członkini delegacji landu.